# Jöran Johansson (Rosenhane)
Jöran Johansson (Rosenhane), född 1525 i Trosa landsförsamling, Södermanland, död 1576 i Nyköping, Södermanland, var en svensk adelsman, ämbetsman och militär.

## Biografi
Rosenhane föddes 1525 vid Gäddeholm i Trosa landsförsamling. Han adlades 20 augusti 1558 till Rosenhane och var från 1562 till 1565 fogde på Nyköpings slott. Rosenhane blev 1565 häradshövding i Hölebo härad. År 1568 deltog han i hertigarnas uppresning mot kungen Erik XIV. Han blev 1569 häradshövding i Rönö härad och 1570 kallades han ryttmästare av hertig Karl. Han fick 9 september 1571 tillåtelse av mönstra ryttare och knektar i Finland. År 1574 blev han ståthållare på Nyköpings slott och skeppshövitsman. Rosenhane avled 1576 i Nyköping och begravdes 14 mars samma år i Husby kyrka.
Rosenhane ägde gårdarna Torps säteri i Husby-Oppunda socken och Gräfseboda i Näshulta socken, som han ärvde tillsammans med sin fru Märta Nilsdotter.

### Familj
Rosenhane gifte sig före mars 1559 med Märta Nilsdotter (död 1603). Hon var dotter till Nils Tomasson och Carin Kettilsdotter (en halv båt). De fick tillsammans barnen Carin Jöransdotter, Nils Jöransson och ståthållaren Johan Jöransson (Rosenhane) (1571–1624).